# Szwedzcy posłowie do Parlamentu Europejskiego 2019–2024
Szwedzcy posłowie IX kadencji do Parlamentu Europejskiego zostali wybrani w wyborach przeprowadzonych 26 maja 2019, w których wyłoniono 20 deputowanych. W 2018 zaplanowano przyznanie Szwecji 1 dodatkowego mandatu (w ramach rozdzielenia części mandatów przynależnych Wielkiej Brytanii), jednak procedura jego obsadzenia została opóźniona w związku z przesunięciem daty brexitu i przeprowadzeniem wyborów również w Wielkiej Brytanii.

## Posłowie według list wyborczych
Szwedzka Socjaldemokratyczna Partia Robotnicza
- Ilan De Basso, poseł do PE od 13 grudnia 2021
- Heléne Fritzon
- Linus Glanzelius, poseł do PE od 27 lutego 2024
- Evin Incir
- Carina Ohlsson, poseł do PE od 26 września 2022

Umiarkowana Partia Koalicyjna
- Arba Kokalari
- Jessica Polfjärd
- Tomas Tobé
- Jörgen Warborn

Szwedzcy Demokraci
- Peter Lundgren
- Johan Nissinen, poseł do PE od 11 października 2022
- Charlie Weimers

Partia Zielonych
- Alice Bah Kuhnke
- Jakop Dalunde, poseł do PE od 1 lutego 2020 (objęcie mandatu było zawieszone do czasu brexitu)
- Pär Holmgren

Partia Centrum
- Abir Al-Sahlani
- Emma Wiesner, poseł do PE od 4 lutego 2021

Chrześcijańscy Demokraci
- David Lega
- Sara Skyttedal

Partia Lewicy
- Malin Björk

Liberałowie
- Karin Karlsbro

Byli posłowie IX kadencji do PE
- Fredrick Federley (Partia Centrum), do 12 grudnia 2020
- Johan Danielsson (Szwedzka Socjaldemokratyczna Partia Robotnicza), do 29 listopada 2021
- Jytte Guteland (Szwedzka Socjaldemokratyczna Partia Robotnicza), do 25 września 2022
- Jessica Stegrud (Szwedzcy Demokraci), do 25 września 2022
- Erik Bergkvist (Szwedzka Socjaldemokratyczna Partia Robotnicza), do 20 lutego 2024, zgon[2]